# Fallout
Фолаут (на английски: Fallout, Отпадане) е поредица от постапокалиптични ролеви и екшън ролеви видеоигри, създадена от Interplay Entertainment. Първата игра от поредицата е концептуализирана и възприемана като духовен наследник на научнофантастичната ролева игра с отворен свят Wasteland от 1988 г. на същото студио.
Първото заглавие на поредицата, Fallout, е разработено от Interplay Productions и излиза на пазара през 1997 г. Действието в играта се развива в средата на XXII век, десетилетия след избухването на глобална ядрена война. Програмист и продуцент на Fallout е Тим Кейн, който през 2009 г. е избран от IGN за един от 100-те най-добри създатели на игри за всички времена. Продължението му, Fallout 2, се появява още през следващата година. То е разработено от подразделението на Interplay Entertainment Black Isle Studios и се отличава със значително по-голям свят на играта и по-обширен сюжет, който се разгръща 80 години след събитията от оригиналната Fallout. Тактическата ролева игра Fallout Tactics: Brotherhood of Steel, разработена от Micro Forté, излиза през 2001 г. 
През 2004 г. Interplay затваря Black Isle Studios, но въпреки това продължава работа по Fallout: Brotherhood of Steel - екшън игра с ролеви елементи за PlayStation 2 и Xbox, захранвана от енджина Snowblind (известен още като Dark Alliance), използван преди това в игри като Baldur's Gate: Dark Alliance и Champions of Norrath. През 2007 г. Bethesda Softworks купува правата върху интелектуалната собственост на Fallout от Interplay Entertainment и прехвърля разработката на Fallout 3 на подразделението си Bethesda Game Studios. Следват Fallout: New Vegas, разработена от Obsidian Entertainment (Star Wars: Knights of the Old Republic II: The Sith Lords, Neverwinter Nights 2 Dungeon Siege III, Alpha Protocol), Fallout 4, която излиза през 2015 г., и издадената през 2018 г. Fallout 76. 
След като придобива интелектуалната собственост върху Fallout, Bethesda предоставя лицензия за създаването на масова мултиплейър онлайн ролева игра в света на Fallout на Interplay. Interplay, от своя страна, възлага разработката на играта, озаглавена Fallout Online, на българското студио Masthead Studios (Guns and Robots, Earthrise). Трима от създателите на оригиналната Fallout - Крис Тейлър, Марк О'Грийн и Джейсън Андерсън, който има ключова роля за изграждането на света на Arcanum: Of Steamworks and Magick Obscura, са част от екипа, разработващ Fallout Online. Продължителен правен спор между Bethesda Softworks и Interplay обаче довежда да прекратяването на разработката на играта. Според внесения от Bethesda иск в съда Interplay нарушава условията на лицензионния си договор. Казусът се разрешава през 2012 г. с извънсъдебно споразумение, вследствие на което Bethesda получава пълни права върху онлайн играта Fallout срещу сумата от 2 млн. долара.

## Издадени игри в света на Fallout
| Заглавие                              | Година | Разработчик                                   | Издател                 | Платформи                                                            |
| ------------------------------------- | ------ | --------------------------------------------- | ----------------------- | -------------------------------------------------------------------- |
| Fallout                               | 1997   | Interplay Productions                         | Interplay Productions   | MS-DOS Microsoft Windows Mac OS OS X                                 |
| Fallout 2                             | 1998   | Black Isle Studios                            | Interplay Productions   | Mac OS X Microsoft Windows                                           |
| Fallout Tactics: Brotherhood of Steel | 2001   | Micro Forté                                   | 14 Degrees East         | Microsoft Windows                                                    |
| Fallout: Brotherhood of Steel         | 2004   | Interplay Entertainment                       | Interplay Entertainment | Microsoft Windows                                                    |
| Fallout 3                             | 2008   | Bethesda Game Studios                         | Bethesda Softworks      | PlayStation 2 Xbox                                                   |
| Fallout: New Vegas                    | 2010   | Obsidian Entertainment                        | Bethesda Softworks      | Microsoft Windows PlayStation 3 Xbox 360                             |
| Fallout 4                             | 2015   | Bethesda Game Studios                         | Bethesda Softworks      | Microsoft Windows PlayStation 4 Xbox One                             |
| Fallout Shelter                       | 2015   | Bethesda Game Studios и Behaviour Interactive | Bethesda Softworks      | Android iOS Microsoft Windows Nintendo Switch PlayStation 4 Xbox One |
| Fallout Pinball                       | 2016   | Bethesda Game Studios и Zen Studios           | Bethesda Softworks      | Android iOS                                                          |
| Fallout 76                            | 2018   | Bethesda Game Studios                         | Bethesda Softworks      | Microsoft Windows PlayStation 4 Xbox One                             |
| Fallout Shelter Online                | 2019   | Bethesda Game Studios и Gaea Mobile           | Bethesda Softworks      | Android iOS                                                          |

## Неиздадени игри в света на Fallout
| Заглавие                        | Година | Разработчик                    | Издател                 | Платформи |
| ------------------------------- | ------ | ------------------------------ | ----------------------- | --------- |
| Fallout Extreme                 |        | Interplay Productions          | Interplay Productions   |           |
| Fallout Tactics 2               |        | Micro Forté                    | Interplay Productions   |           |
| Van Buren                       |        | Black Isle Studios             | Interplay Productions   |           |
| Fallout: Brotherhood of Steel 2 |        | Interplay Entertainment        | Interplay Entertainment |           |
| Fallout Online                  |        | Interplay and Masthead Studios | Interplay Entertainment |           |